# Torre del Mir
La Torre del Mir, o d'en Mir, és una torre de guaita i de senyals medieval situada en el terme comunal de Prats de Molló i la Presta, a la comarca del Vallespir, de la Catalunya del Nord).
Està situada a la zona sud-oriental del terme, al sud-oest de la vila de Prats de Molló i en el vessant nord-est del Puig de les Basses de Fabert, damunt i a ponent de la masia del Mir, d'on pren el nom; és al sud-oest del Coll d'en Ce.
Formava part d'una xarxa de dispositius de vigilància i alerta dels reis de Mallorca i enllaçava amb la Torre de Cabrenç i la Torre de Cos. S'hi podien fer senyals per a informar la població d'un atac imminent. Aquesta torre de guaita data del segle xiii i s'eleva a 1.520 metres d'altitud, on es beneficia d'una situació estratègica que permet veure i vigilar Prats de Molló, tota l'alta vall del Tec, Coll d'Ares (Pirineu) i, al fons a llevant, les planes del Rosselló. La torre va ser restaurada el 2009 i és visitable. Es poden pujar els 2 pisos fins a la terrassa superior. És un edifici de planta circular a tres nivells coberts amb voltes de pedra i construït sobre una plataforma. Va ser declarada Monument històric de França el 16 de desembre del 2002.

## Imatges

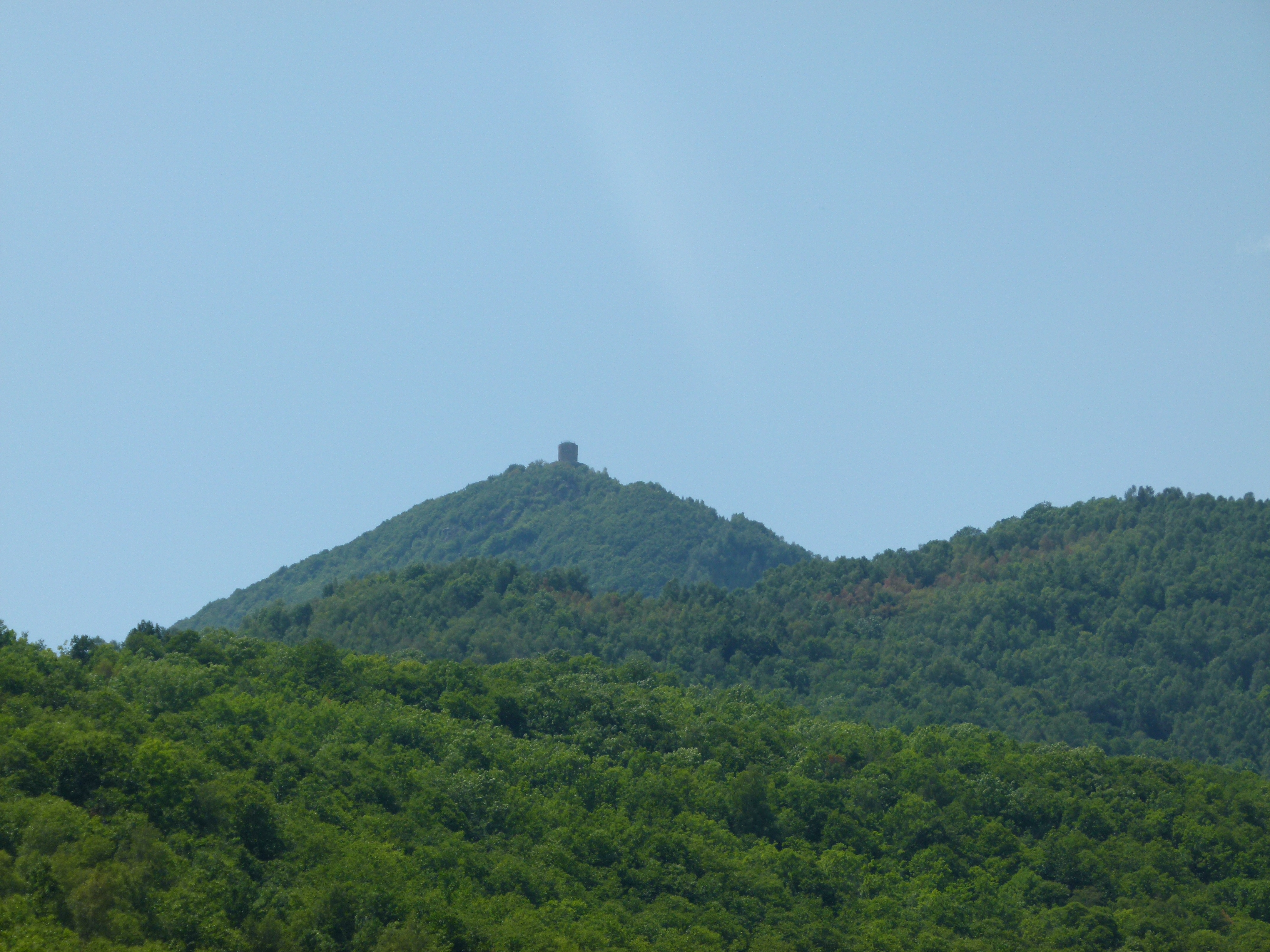
La torre, des de Prats de Molló
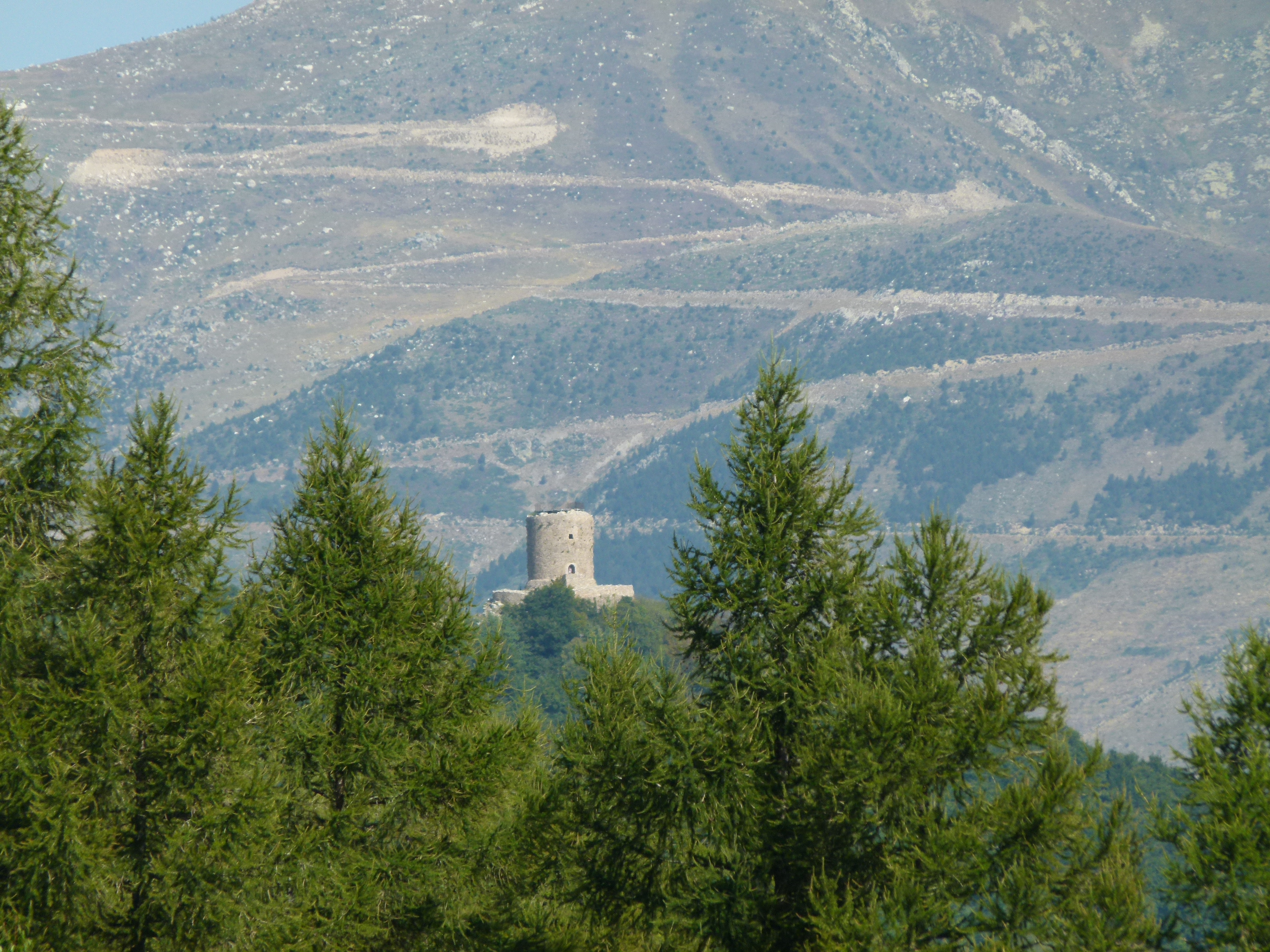
La torre, des de Santa Margarida de Colldares
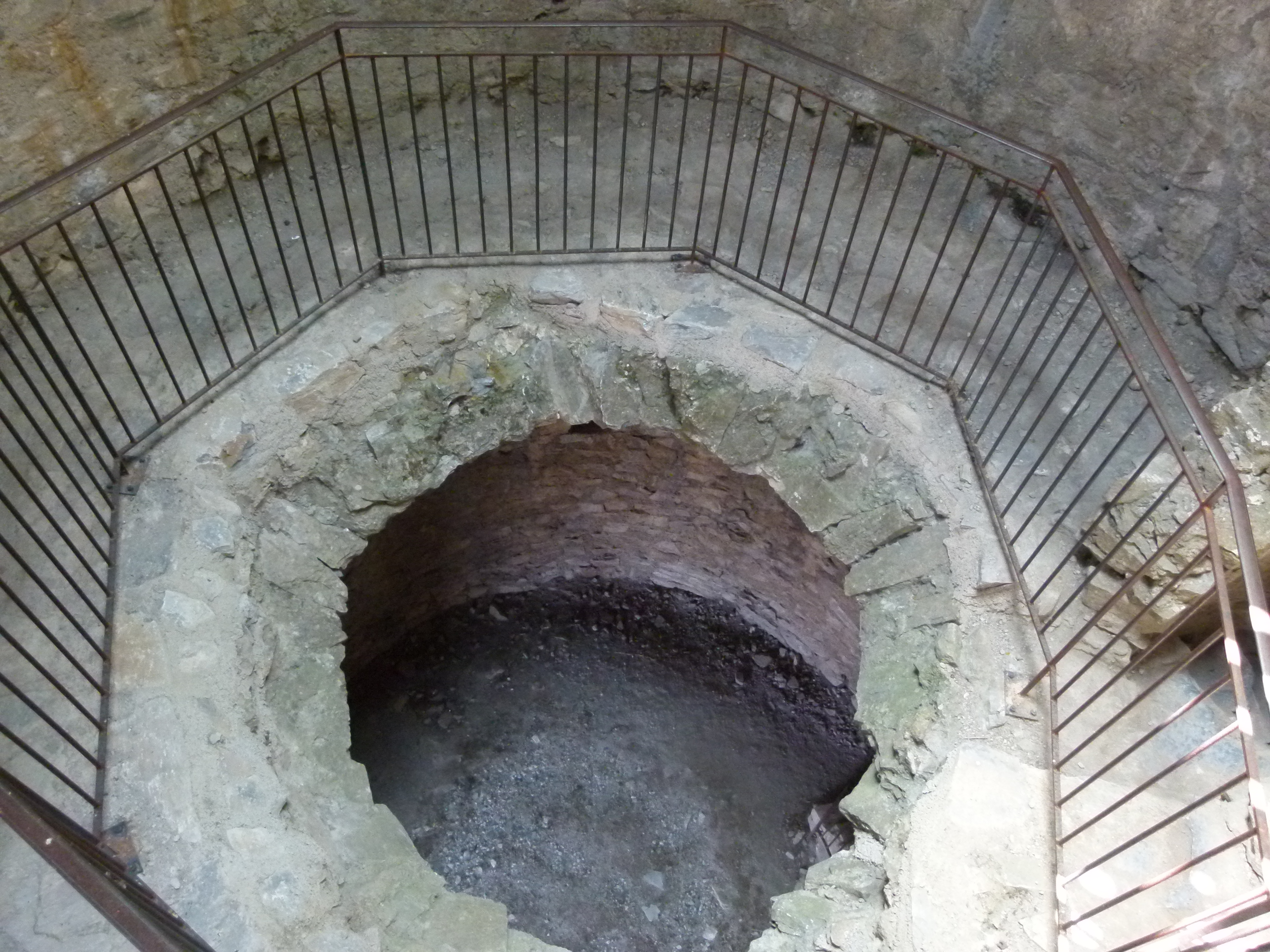
Interior